# Rei Zulu
|  | Aquest article tracta sobre el lluitador brasiler Casimiro Martins. Si cerqueu el poble africà, vegeu «Regne Zulu». |

Casimiro de Nascimento Martins, conegut professional com Rei Zulu   (São Luís, 9 de juny de 1947), és un lluitador brasiler retirat.
Rei Zulu es va fer famós al Brasil per sortir en caravana pel país, fent espectacles en totes les ciutats on parava, reptant a tothom a enfrontar-se contra ell en combats de lluita lliure. Zulu era expert en tarracá (una modalitat de lluita lliure tradicional del Maranhão) i diverses arts marcials mixtes, com el vale-tudo.
Després de 150 victòries (no hi ha registres que verifiquin aquesta dada), Rei Zulu va desafiar Rickson Gracie, membre de la família que va desenvolupar el jujitsu brasiler. Rickson es presentava imbatut al combat, afirmant que havia guanyat les 230 lluites que havia disputat (sense registres i incloent combats no oficials). El 25 d'abril de 1980 es van enfrontar tots dos a Brasília, en el combat que havia de resoldre, no només qui era el major lluitador del Brasil, sinó quina especialitat era superior: jujitsu o lluita lliure. Tot i que Rei Zulu era el favorit (més alt, pesat i expert que el seu contrincant), als onze minuts de combat, Gracie va practicar una tècnica d'ofegament sobre Zulu, que va haver de rendir-se. Quatre anys després es va disputar el combat de revenja, guanyada novament Rickson Gracie.
Rei Zulu va continuar lluitant fins ben passats els 50 anys, com a manera de guanyar-se la vida. El seu fill Wágner da Conceição Martins també es dedica a les MMA, amb el nom de Zuluzinho.